# Felipe Ducazcal Lasheras
Felipe Ducazcal Lasheras (Madrid, 9 de juliol de 1845 – 15 d'octubre de 1891) va ser un empresari, periodista i diputat a Corts per Madrid. Propietari del teatre Felipe en els Jardins del Buen Retiro de Madrid.

## Biografia
Va treballar en la impremta del seu pare i com a mosso de botica i va dirigir la claque de nombroses estrenes teatrals. En 1868 va imprimir clandestinament les proclames de la Junta Revolucionària de Madrid. Durant el regnat d'Amadeu I va impulsar la Partida de la Porra, organització repressiva composta a Madrid per unes trenta persones de caràcter progressista que donava pallisses a carlistes i moderats, perseguia periodistes i dissolia reunions d'aquestes tendències, així com assaltava redaccions de periòdics conservadors; va ser amic i valedor de Joan Prim i Prats.
Es va posar al servei del Partit Progressista i de Sagasta. Després de la mort de Prim i l'abdicació d'Amadeu, va posar la seva partida al servei d'Alfons XII. La famosa Partida de la Porra va engendrar partides homòlogues a gairebé tots els llocs d'entitat d'Espanya. Va presidir la tertúlia denominada "La Farmacia" al café de Fornos que durava fins a l'alba i a la qual concorria el popular perro Paco. Va fundar diversos periòdics entre ells l'Heraldo de Madrid, dirigit per Abascal i que comptava entre els seus redactors Blasco, Burell, Comenges i Valero. Fou elegit diputat per Madrid a les eleccions generals espanyoles de 1886 en substitució de Nicolás Salmerón.
Com a empresari teatral va ressuscitar les decaigudes empreses dels teatres Español i Apolo i va fundar un teatre d'estiu al parc del Retiro més semblant a una barraca de fira que a una altra cosa, però de moda, on van actuar amb èxit formidable companyies de sarsuela obres com La Gran Vía; aquest teatre va desaparèixer el mateix any que el seu creador va morir. Va escriure Las Memorias de un empresario. Va morir jove als 46 anys, per una bala que va tenir allotjada en una oïda després d'un duel a mort vint anys abans contra Paúl y Angulo en el qual va voler substituir al general Prim; mai es va recuperar totalment i, molt temps després, aquest estrall li va resultar fatal. Va ser amic del dramaturg i poeta José Jackson Veyan.

## Cultura popular
- El pare Luis Coloma retrata a Ducazcal en la seva novel·la Pequeñeces (1890-1891) sota el nom de Claudio Molins.
- Ducazcal fa aparició en el telefilm Prim, l'assassinat del carrer del Turco (2014) de TVE, en el que és representat per l'actor José Luis Alcobendas.